# Oscar Lindhult
Oscar Lindhult   (1831 - 1907) fou un professor de cant suec.
Lindhult, fou deixeble d'Isaac Albert Berg, va estudiar al Conservatori de música de Leipzig i també va ser deixeble de François Delsarte a París i de Manuel Patricio Rodríguez Sitches a Londres. Es va establir com a professor de cant a Düsseldorf i va ser nomenat professor a la catedral de Hannover, on va guanyar molta reputació, després va treballar a Colònia i a partir dels anys 1880 a Suècia on entre d'altres alumnes tingué el seu compatriota Olaus Andreas Grøndahl.